# 丸亀市立本島小学校
丸亀市立本島小学校（まるがめしりつ ほんじましょうがっこう）は、香川県丸亀市本島町泊にある公立小学校。
瀬戸内海に浮かぶ塩飽諸島の本島に位置する。

## 沿革
- 1877年（明治10年） - 	豊馨小学校・松韻小学校・蛍雪小学校・西海小学校が設置
- 1885年（明治１8年） - 	豊馨小学校・松韻小学校・蛍雪小学校・西海小学校が廃止され、鶏林小学校・西州小学校が設置
- 1887年（明治2０年） - 	鶏林小学校・西州小学校が本島尋常小学校・本島簡易小学校・牛島簡易小学校に変更
- 1892年（明治25年） - 	本島尋常小学校が本島東尋常小学校に、本島簡易小学校が本島西尋常小学校に改称
- 1893年（明治26年） - 	本島中尋常小学校が設置
- 1903年（明治36年） - 	本島東尋常小学校・本島西尋常小学校・本島中尋常小学校が廃止され、本島東尋常小学校に本島尋常小学校、本島西尋常小学校に分教場が設置
- 1914年（大正3年） - 実業補習学校が設置
- 1916年（大正5年） - 高等科を設置され、本島尋常高等学校に改称。実業補習科は廃止
- 1926年（大正15年） - 青年訓練所が設置
- 1935年（昭和10年） - 青年訓練所が廃止され、青年学校が設置
- 1936年（昭和11年） - 青年学校女子部の教室が新築
- 1941年（昭和16年） - 本島国民学校と改称
- 1947年（昭和22年） - 仲多度郡本島村立本島小学校と改称される。青年学校は本島中学校に併置
- 1950年（昭和25年） - 牛島分教場が仲多度郡本島村立牛島小学校に分離
- 1954年（昭和29年）3月31日 - 仲多度郡本島村が丸亀市へ編入されたのに伴い、丸亀市立本島小学校・丸亀市立牛島小学校と改称
- 1954年（昭和29年） - 尻浜分教場校舎を新設、丸亀市立本島小学校西分校と改称
- 1956年（昭和31年）  - 校章制定
- 1957年（昭和32年） - 校歌制定
- 1960年（昭和35年） - 四国地区へき地教育研究大会が西分校にて開催
- 1965年（昭和40年） - 牛島小学校が環境整備優秀校として香川県教育委員会より表彰
- 1967年（昭和42年） 
  - 文部省よりへき地教育研究指定
  - 丸亀市立牛島小学校が丸亀市立本島小学校に統合
  - 島嶼部における学校給食文部大臣表彰
- 1968年（昭和43年） - 四国地区へき地教育研究大会が本校・西分校にて開催
- 1979年（昭和54年） - 西分校が本校に統合され、本島町生ノ浜・本島町尻浜・本島町福田地区の児童はスクールバスによる通学となる
- 1988年（昭和63年） 
  - 本島小学校・本島中学校プール竣工
  - 第37回全国へき地教育研究大会が開催
- 2002年（平成１４年） - 文部科学省指定「人権教育研究大会」が開催
- 2003年（平成１5年） - 全国人権・同和教育研究大会で本校の研究を発表
- 2008年（平成20年） - 文部科学省より「輝く心育成事業」研究指定を委嘱
- 2011年（平成23年） - 中国・四国地区へき地教育研究指定（２カ年）

## 通学区域
本島全域と牛島。
- 丸亀市
  - 牛島、本島町笠島、本島町甲生、本島町泊、本島町小阪、本島町大浦、本島町福田、本島町尻浜、本島町生ノ浜

卒業生は基本的に丸亀市立本島中学校へ進学する。

## 周辺
本島は古くは塩飽水軍の本拠地で、また江戸時代にも四人の年寄が政務を執り行うなど歴史の深い島であり、笠島地区をはじめとして旧跡が多く残る。
- 丸亀市役所 本島市民センター
- 丸亀市立本島中学校
- 塩飽勤番所
- 正覚院
- 本島郵便局
- 笠島地区 - 国の重要伝統的建造物群保存地区に選定

## アクセス
- 丸亀港より本島汽船、もしくは児島観光港より六口丸海運に乗船、本島港（泊港）にて下船。港から北へ700m
- 本島コミュニティバス 「小学校」にて下車
- 香川県道257号本島循環線沿い